# 熊崎俊二郎
熊崎 俊二郎（くまざき しゅんじろう、1920年（大正9年）6月30日 - ）は、日本の銀行家。元北日本銀行会長、頭取。　愛媛県出身。

## 来歴・人物
1982年、当時の北日本相互銀行社長である田中正一郎が入院しているさなか、見舞いを口実にある大蔵官僚が病室を訪れ、こう切り出したという。「徳陽（徳陽相互銀行)と合併して頂けませんか。」と。しかし、自主独立路線を堅持する方針であった田中は、申し出を拒絶。話はその場限りとなったという。　この折に大蔵官僚を病室まで案内したのが、同行専務取締役であった熊崎俊二郎その人であった。
熊崎は、熱心な金融再編論者として知られ、平成銀行構想があきらかにされた際には日本銀行、大蔵省間のパイプ役を自任し、同行の大株主であった企業を訪れ、合併に対する根回しを行っていたとされる。
また、平成銀行発足の際には、熊崎に対して名誉会長の職が用意されていたともいわれている。

## 略歴
- 1943年（昭和18年）- 法政大学法文学部卒業後、日本銀行入行。熊本支店次長、本店管理部調査役等を歴任。
- 1967年（昭和42年）- 北日本相互銀行（現・北日本銀行）入行 取締役。
- 1971年（昭和46年）- 常務取締役。
- 1979年（昭和54年）- 専務取締役。
- 1982年（昭和57年）- 社長。
- 1989年（平成元年）- 普銀転換　頭取。
- 1992年（平成4年）- 会長。
- 1993年（平成5年）- 相談役。
- 1994年（平成6年）- 退任。

## 栄典
- 藍綬褒章 -1987年（昭和62年）
- 勲四等瑞宝章 -1994年（平成6年）